# Bucher Glacier
Bucher Glacier är en glaciär i Antarktis. Den ligger i Västantarktis. Argentina, Chile och Storbritannien gör anspråk på området. Bucher Glacier ligger 633 meter över havet.
Terrängen runt Bucher Glacier är varierad. Havet är nära Bucher Glacier åt nordväst. Trakten är obefolkad. Det finns inga samhällen i närheten. 